# استان تبسه
| استان تِبِسّه          | استان تِبِسّه          |
| ------------------- | ------------------- |
|                     |                     |
| Algeria-Tebessa.png |                     |
| کشور                | الجزایر             |
| مساحت               | ۱۴,۲۲۷ کیلومتر مربع |
| جمعیت               |                     |
| جمعیت               | ۶۵۷,۲۲۷             |
| تراکم جمعیت         | ۴۶.۲/کیلومتر مربع   |
| شمارگان             |                     |
| شمارهٔ استان         | ۱۲                  |
| پیش‌شمارهٔ تلفنی      | ۰۳۷                 |
| تعداد فرمانداری‌ها   | ۱۲                  |
| تعداد شهرستان‌ها     | ۲۸                  |
| کد پستی             |                     |

تِبِسّه نام استان دوازدهم از استان‌های کشور الجزایر است.